# Рајна-Палатинат
Рајна-Палатинат (варијанте: Порајње, Фалачка) држава је на југозападу Савезне Републике Немачке.
Граничи се са немачким државама Северна Рајна-Вестфалија, Хесен, Сарланд, Баден-Виртемберг као и државама Белгијом, Француском и Луксембургом.
Већи градови су: Мајнц (главни град), Лудвигсхафен, Трир, Кобленц и Кајзерслаутерн.
Грб ове државе говори много тога о њој. Састоји се из 3 компоненте: лава, крста Светог Ђорђа и точка, што су симболи некадашњих држава чланица Светог римског царства: Палатината, Трира и Мајнца. Грб је крунисан златном круном у облику листова винове лозе, што симболично указује на чињеницу да је ово регион са највећом производњом вина у Немачкој.

## Географија
Рајна-Палатинат је простор брда и ниских планина (Ајфел, Вестервалд, Хунсрик, Таунус) које раздвајају реке притоке Рајне, а најзначајније су Мозел, Сар и Лана. Неке од планина (Ајфел) су геолошко подручје угашених вулкана. Највеће језеро ове провинције, Лахско језеро, налази се у кратеру некадашњег вулкана.
Географски, Рајна-Палатинат се може поделити на регионе: Вестервалд на северу, Ајфел на западу, Хунсрик у центру, Таунус и Рајнски Хесен на истоку и Палатинат на југу.

## Историја
Мартин Лутер је 17. априла 1521. у Вормсу, изведен пред скупштину царских кнезова и великодостојника и позван на покајање због својих реформистичких ставова. Касније је проглашен отпадником од Цркве у познатом Едикту из Вормса.
Код дворца Хамбах се маја 1832. окупило више хиљада слободољубивих патриота из свих делова Немачке, као и неки Французи и Пољаци, да изразе захтеве за слободом, грађанским правима и националним уједињењем, а против цензуре и конзервативне политике тадашњих немачких држава. 
Скуп није имао значајне ефекте у време свог одржавања, али се данас ови догађаји сматрају као камен темељац савремене јединствене и демократске Немачке државе. На овом скупу је први пут прокламована застава црно−црвено−златно као застава Немачке.
Након Другог светског рата, ова област је била у Француској окупационој зони. Проглашена је за федералну државу Рајна-Палатинат 30. августа 1946. Ово је потврђено на референдуму 18. маја 1947.

## Становништво

### Највећи градови
| Мајнц Лудвигсхафен на Рајни | 1.  | Мајнц                     | 204.268 | Кобленц Трир |
| Мајнц Лудвигсхафен на Рајни | 2.  | Лудвигсхафен на Рајни     | 161.518 | Кобленц Трир |
| Мајнц Лудвигсхафен на Рајни | 3.  | Кобленц                   | 110.643 | Кобленц Трир |
| Мајнц Лудвигсхафен на Рајни | 4.  | Трир                      | 107.233 | Кобленц Трир |
| Мајнц Лудвигсхафен на Рајни | 5.  | Кајзерслаутерн            | 97.162  | Кобленц Трир |
| Мајнц Лудвигсхафен на Рајни | 6.  | Вормс                     | 80.296  | Кобленц Трир |
| Мајнц Лудвигсхафен на Рајни | 7.  | Нојвид                    | 63.883  | Кобленц Трир |
| Мајнц Лудвигсхафен на Рајни | 8.  | Нојштат ан дер Вајнштрасе | 52.400  | Кобленц Трир |
| Мајнц Лудвигсхафен на Рајни | 9.  | Шпејер                    | 49.740  | Кобленц Трир |
| Мајнц Лудвигсхафен на Рајни | 10. | Бад Кројцнах              | 48.229  | Кобленц Трир |

## Култура

### Знаменитости
| Кобленц          | - Бодуенов мост - Базилика светог Кастора - Тзв. „Немачки угао“ ( ) - Тврђава Еренбрајтштајн                               |
| Мајнц            | - Катедрала у Мајнцу - Римски театар - Цитадела                                                                            |
| Санкт Гоархаузен | - Стена Лорелај |
| Шпејер           | - Катедрала у Шпејеру |
| Трир             | - Кућа Карла Маркса - споменици из доба Римског царства - Амфитеатар - Царске терме - Константинова базилика - Порта Нигра |

### Споменици светске кутурне баштинеУНЕСКО-а у Рајна-Палатинату
- 1981: Катедрала у Шпејеру
- 1986: Римски споменици у Триру
- 2002: Културни простор Средње Порајње између Бингена на Рајни и Кобленца
- 2005: 550 километара дуги Горњегермаско-Ретски лимес

### Школство
- Технички универзитет у Кајзерслаутерну
- Универзитет Кобленц−Ландау
- Универзитет Јохана Гутенберга у Мајнцу
- Универзитет у Триру

Уз ове институције, у држави постоје многе високе школе, као и верске школе.

### Значајне личности из Рајна-Палатината
- Јохан Гутенберг, проналазач штампарске машине са покретним словима
- Хелмут Кол, бивши Канцелар Немачке
- Карл Маркс, филозоф, социолог, новинар
- Николаус Аугуст Ото, изумитељ Ото−мотора (мотор са унутрашњим сагоревањем)
- Фриц Валтер, некадашњи капитен Немачке репрезентације у фудбалу (прваци света 1954)

## Привреда
Најзначајнија привредна грана државе Рајна-Палатинат је пољопривреда, а нарочито производња вина. Пољопривредне површине покривају 37% државе. Под сортама црног грожђа је 18.648 хектара, док сорте белог грожђа покривају 45.563 хектара. Чувено је бело вино из долине реке Мозел.
Од осталих грана, значајна је хемијска индустрија (BASF), фармацеутска индустрија (Берингер Ингелхајм) као и погони аутомобилске индустрије.

### Аутомобилизам
У Нирнбургрингу се од 1995. одржавају трке формуле 1-за Гран−при Европе.